# 12-Stunden-Rennen von Sebring 1991

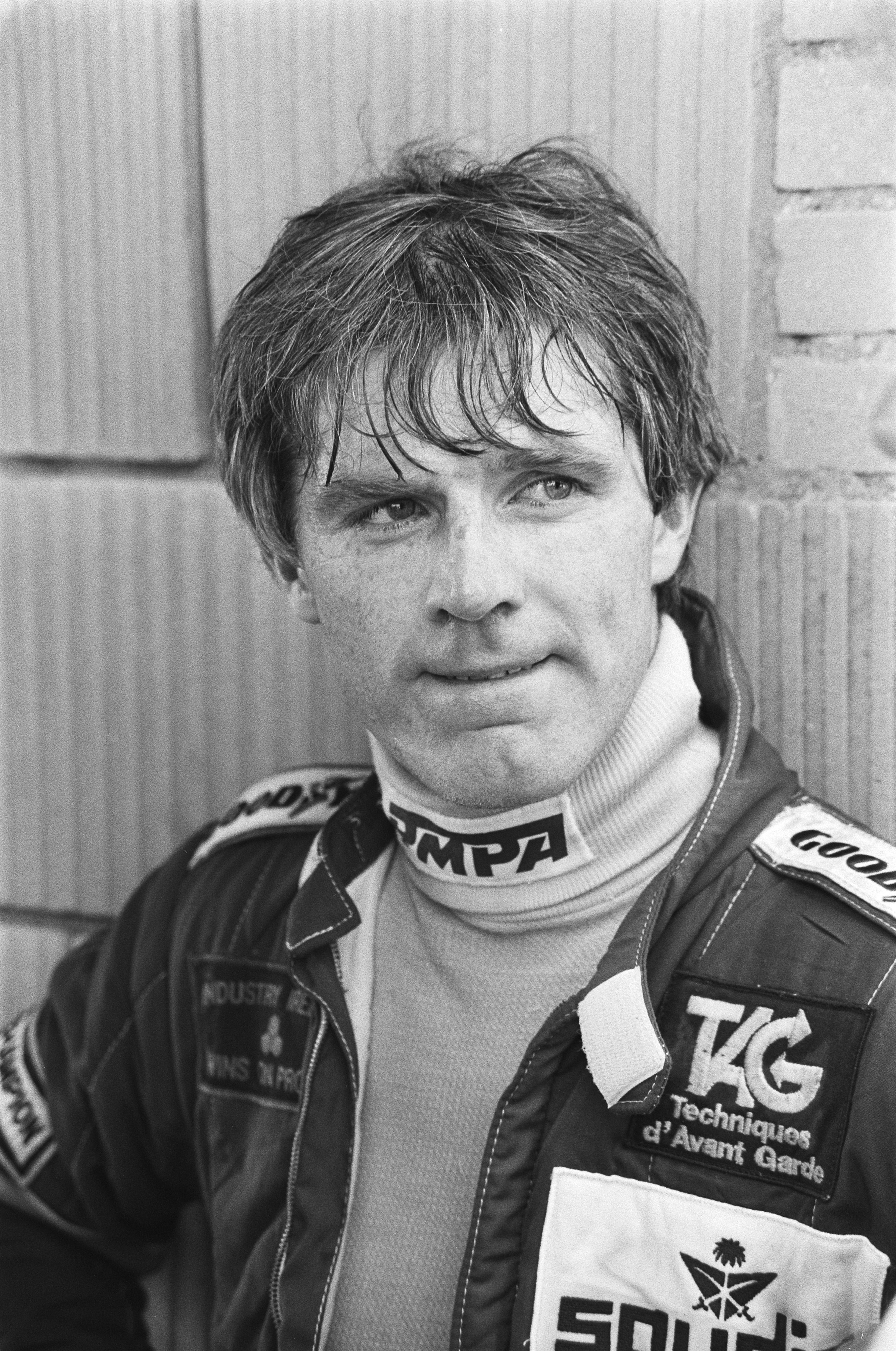
Gewann nach seinem Triumph 1990 die Gesamtwertung des Rennens auch 1991; der Ire Derek Daly

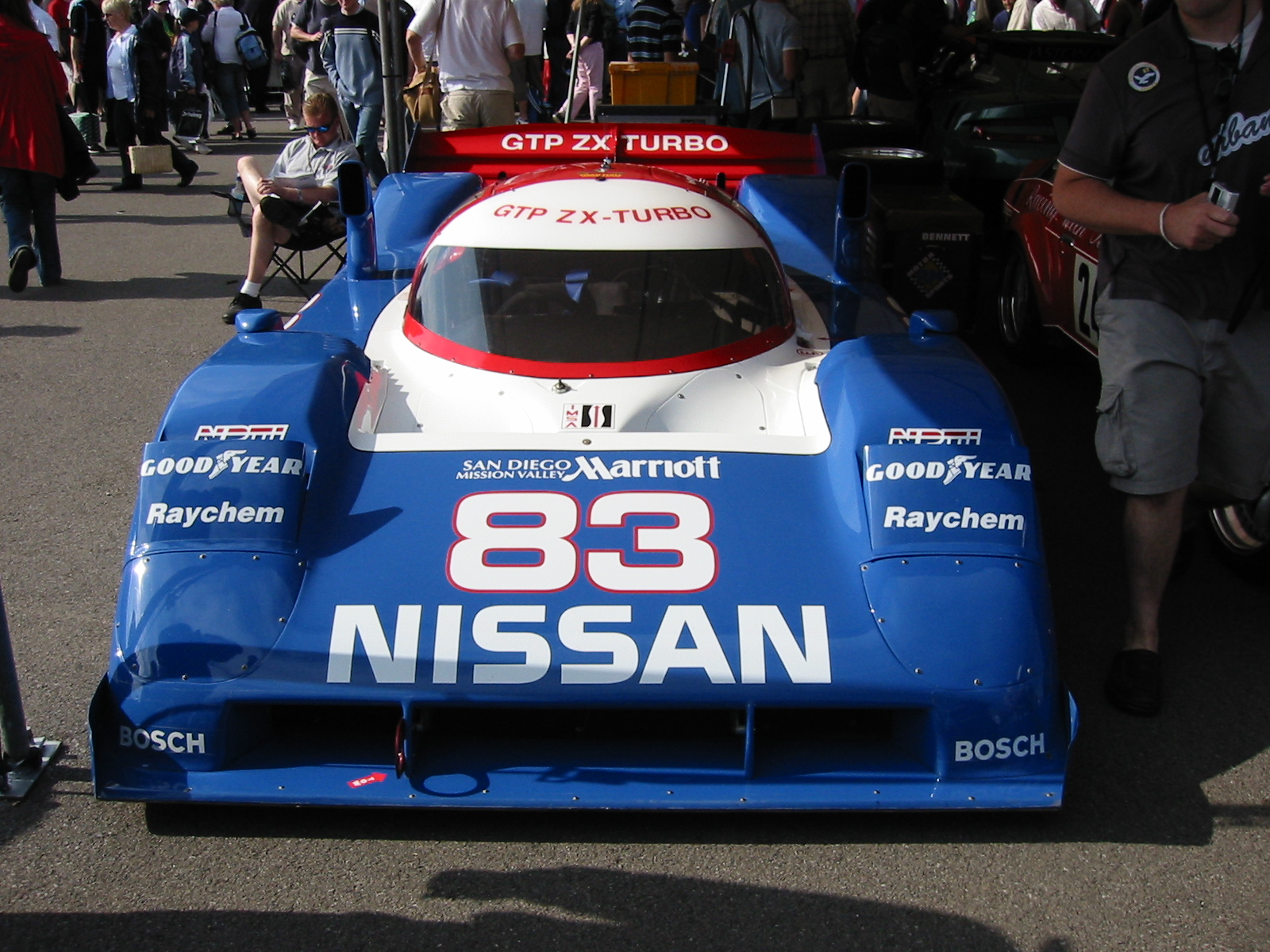
Nissan NPT-90, Siegerwagen von Geoff Brabham, Derek Daly und Gary Brabham

Das 39. 12-Stunden-Rennen von Sebring, auch Nissan Presents the 39th Annual 12 Hours of Sebring International Grand Prix of Endurance, Sebring International Raceway, fand am 16. März 1991 auf dem Sebring International Raceway statt und war der fünfte Wertungslauf der IMSA-GTP-Serie dieses Jahres.

## Vor dem Rennen
In den späten 1990er-Jahren wurden immer mehr Rennen in den Rennkalender der IMSA-GTP-Serie aufgenommen. 1991 wurden vor der Veranstaltung in Sebring schon vier Rennen ausgefahren. Beim 24-Stunden-Rennen von Daytona standen fünf Fahrer ganz oben auf dem Siegerpodest. Frank Jelinski, Hurley Haywood, Bob Wollek, Henri Pescarolo und Louis Krages gewannen das Rennen auf einem Joest-Porsche 962 C. Den folgenden Großen Preis von Palm Beach gewann Pete Halsmer mit einem Mazda RX-7. Es folgten Siege von Davy Jones (Jaguar XJR-10) beim 2-Stunden-Rennen von West Palm Beach und Halsmer beim dortigen 1-Stunden-Rennen.

## Das Rennen
Nach zwei Siegen in Folge mit dem Nissan GTP ZX-Turbo kam die US-amerikanische Rennmannschaft des japanischen Automobilherstellers mit einem neuen Rennwagen, dem Nissan NPT-90, nach Sebring. Nach fünf Jahren Weiterentwicklung und Verbesserung des GTP-ZX-Turbo erkannte Nissan, dass die zunehmende Konkurrenz von Toyota und Jaguar den Einsatz eines neuen Autos notwendig machte, wenn die Meisterschaft verteidigt werden sollte. NPTI, die US-amerikanische Motorsport-Abteilung von Nissan, konstruierte daher ein vollkommen neues Auto. Der neue Wagen hatte statt des kantigen Aussehens des Vorgängers ein runderes und schmäleres Cockpit. Die großen Lufteinlassöffnungen an der Fahrzeugfront wurden durch kleinere ersetzt, wogegen die großen vertikalen Schnorchel des Turboladers an den Fahrzeugseiten Platz fanden.
Nissan verwendete weiterhin den VG30-Motor, ein 3,0-Liter-V6-Turbo, der schon vorher den GTP-ZX-Turbo angetrieben hatte. Die Leistung des Motors wurde gesteigert, unter anderem durch den Einsatz eines Vierventil-Zylinderkopfes anstatt des vorher verwendeten Zweiventilkopfes. Letztlich entschloss sich Nissan, 1992 beim Modell NPT-91 den Hubraum des VG-Motors auf 2,5 Liter zu reduzieren, um ihn mit zwei Turboladern ausrüsten zu können und gegenüber den Toyota-Rennwagen konkurrenzfähiger zu sein. Als Fahrer wurden unter anderem die Brüder Geoff und Gary Brabham, Söhne des dreimaligen Formel-1-Weltmeisters Jack Brabham, verpflichtet.
Massive Eingriffe gab es an der Rennstrecke. Ein lokaler Unternehmer übernahm das Management der Strecke, sehr zum Vorteil des 12-Stunden-Rennens. Die Piste erhielt, bis auf die Teile des alten Flughafens, einen neuen Belag. Um ein noch immer im Streckeninnenteil liegendes Gebäude nicht komplett abtragen zu müssen, wurde der Streckenverlauf an dieser Stelle so verändert, dass das alte Warenhaus nunmehr außerhalb der Strecke lag. Die Sicherheitsvorkehrungen wurden verbessert und erneut neue Tribünen errichtet. Die Boxenanlagen wurden komplett modernisiert und ein neuer Fußgängerübergang zwischen Innen- und Boxenbereich gebaut. Nicht zuletzt diese Umbaumaßnahmen machten aus Sebring in den kommenden Jahren eine der am meisten gebuchten Teststrecken in Nordamerika.
Zum ersten Mal seit 1965, als ein schwerer Gewitterregen die Strecke unter Wasser setzte, regnete es während des Rennens. Die Folge waren viele Dreher und Unfälle. Eine Stunde vor Rennende lag der Nissan von Vorjahressieger Derek Daly und den beiden Brabham-Brüdern komfortabel in Führung, als Daly 40 Minuten vor Schluss eine Barriere streifte und sich dabei einen Reifenschaden zuzog. Während Daly in langsamer Fahrt an die Box kam, übernahm Chip Robinson im zweiten Nissan die Spitze. 15 Minuten vor Rennende erlitt dieser Nissan technische Probleme, Robinson musste mit Zündaussetzern ebenfalls die Box ansteuern. Trotz der sehr schnellen Problembeseitigung der Mechaniker verlor er dabei eine Runde, sodass Daly und die Brabham-Brüder das Rennen doch noch gewinnen konnten.

## Ergebnisse

### Schlussklassement
| 1                  | GTP    | 83 | Nissan Performance      | Geoff Brabham Derek Daly Gary Brabham                                    | Nissan NPT-90      | 298 |
| 2                  | GTP    | 84 | Nissan Performance      | Chip Robinson Bob Earl Julian Bailey                                     | Nissan NPT-90      | 297 |
| 3                  | GTP    | 6  | Joest Porsche Racing    | Bob Wollek Bernd Schneider Massimo Sigala                                | Porsche 962C       | 296 |
| 4                  | GTP    | 7  | Joest Porsche Racing    | Frank Jelinski Henri Pescarolo Louis Krages                              | Porsche 962C       | 295 |
| 5                  | GTP    | 3  | Bud Light Jaguar Racing | Davy Jones Raul Boesel John Nielsen                                      | Jaguar XJR-12D     | 284 |
| 6                  | GTP    | 4  | Tom Milner Racing       | Brian Bonner Scott Sharp Jeff Kline                                      | Spice SE89P        | 283 |
| 7                  | Lights | 8  | Essex Racing            | Charles Morgan Jim Pace                                                  | Kudzu DG-1         | 280 |
| 8                  | GTO    | 15 | Roush Racing            | Max Jones Robby Gordon                                                   | Ford Mustang       | 279 |
| 9                  | GTP    | 10 | Hotchkis Racing         | Chris Cord Jim Adams John Hotchkis                                       | Spice SE90P        | 278 |
| 10                 | GTP    | 30 | Momo Gebhardt Racing    | Giampiero Moretti Hellmut Mundas Stanley Dickens                         | Porsche 962C       | 277 |
| 11                 | GTO    | 11 | Cunningham Racing       | Jeremy Dale Steve Millen Johnny O’Connell                                | Nissan 300ZX       | 277 |
| 12                 | GTO    | 63 | Mazda                   | John O’Steen Price Cobb Brian Redman                                     | Mazda RX-7         | 275 |
| 13                 | GTO    | 12 | Roush Racing            | Dorsey Schroeder John Fergus                                             | Ford Mustang       | 271 |
| 14                 | GTO    | 12 | Mazda                   | Calvin Fish Pete Halsmer John Morton                                     | Mazda RX-7         | 270 |
| 15                 | Lights | 33 | Spice Engineering USA   | Almo Coppelli Jay Hill                                                   | Spice SE90P        | 265 |
| 16                 | GTO    | 92 | Morrison Motorsports    | Andy Pilgrim R. K. Smith                                                 | Chevrolet Corvette | 260 |
| 17                 | GTU    | 95 | Leitzinger Racing       | Bob Leitzinger David Loring                                              | Nissan 240SX       | 257 |
| 18                 | GTO    | 99 | Roush Racing            | Jim Stevens Jim Jaeger Don Walker                                        | Ford Mustang       | 250 |
| 19                 | GTU    | 26 | Alex Job Racing         | Alex Job Chris Kraft Jack Refenning                                      | Porsche 911        | 247 |
| 20                 | Lights | 18 | Carlos Bobeda Racing    | Andy Evans George Robinson Carlos Bobeda                                 | Spice SE90P        | 236 |
| 21                 | GTU    | 69 | North Coast Racing      | Brad Hoyt Leighton Reese                                                 | Mazda RX-7         | 234 |
| 22                 | GTU    | 82 | Greer Racing            | Dick Greer Al Bacon Peter Uria                                           | Mazda RX-7         | 232 |
| 23                 | Lights | 54 | HDF Motorsports         | Michael Dow David Tennyson Ken Knott                                     | Spice SE89P        | 227 |
| 24                 | GTU    | 57 | Kryderacing             | Reed Kryder Frank Del Vecchio Joe Danaher                                | Nissan 240SX       | 207 |
| 25                 | GTO    | 04 | Henry Brosnaham         | Henry Brosnaham Steve Roberts Bobby Scolo Paul Mazzacane Richard Andison | Chevrolet Camaro   | 166 |
| Ausgefallen        |        |    |                         |                                                                          |                    |     |
| 26                 | GTP    | 99 | All American Racers     | Juan Manuel Fangio II Willy T. Ribbs                                     | Eagle HF90         | 256 |
| 27                 | GTP    | 24 | John Shapiro            | James Waver John Paul junior                                             | Porsche 962 GTi    | 218 |
| 28                 | Lights | 48 | Comptech Racing         | Parker Johnstone Doug Peterson                                           | Spice SE90P        | 204 |
| 29                 | GTP    | 5  | Tom Milner Racing       | Tim McAdam Jeff Purner Fred Phillips                                     | Spice SE89P        | 165 |
| 30                 | Lights | 80 | Bieri Racing            | Ruggero Melgrati Martino Finotto Fermín Vélez                            | Spice SE89P        | 147 |
| 31                 | GTU    | 37 | Botero Racing           | Rob Wilson Felipe Solano Francisco Lopez Honorato Espinosa               | Mazda MX-6         | 140 |
| 32                 | Lights | 40 | Bieri Racing            | Uli Bieri John Graham                                                    | Alba AR2           | 138 |
| 33                 | GTO    | 91 | Morrison Motorsports    | Stu Hayner Scott Lagasse Don Knowles                                     | Chevrolet Corvette | 134 |
| 34                 | Lights | 9  | Essex Racing            | Tom Hessert Costas Los                                                   | Kudzu DG-1         | 128 |
| 35                 | GTU    | 94 | Guy Church              | E. J. Generotti Paul Tavilla Guy Church                                  | Mazda RX-7         | 113 |
| 36                 | GTO    | 53 | Bill McDill             | Richard McDill Bill McDill                                               | Chevrolet Camaro   | 112 |
| 37                 | GTU    | 72 | Jay Kjoller Motorsports | Jay Kjoller Patrick Mooney Steve Volk                                    | Porsche 911        | 108 |
| 38                 | GTU    | 41 | Red Line Racing         | Dave Russell Mike Graham Cameron Worth                                   | BMW 325            | 103 |
| 39                 | GTP    | 98 | All American Racers     | Rocky Moran Andy Wallace                                                 | Eagle HF90         | 82  |
| 40                 | Lights | 09 | R. J. Racing            | Tommy Johnson Rob Robertson John Sheldon                                 | Tiga GC287         | 82  |
| 41                 | GTO    | 87 | Powertron               | Anthony Puleo John Annis Tom Panaggio Tom Walsh                          | Chevrolet Camaro   | 75  |
| 42                 | GTP    | 21 | Alucraft                | René Herzog Hurley Haywood Wayne Taylor Daniel Mueller                   | Porsche 962        | 70  |
| 43                 | GTU    | 96 | Leitzinger Racing       | Bob Leitzinger Chuck Kurtz Butch Leitzinger                              | Nissan 240SX       | 52  |
| 44                 | GTO    | 76 | Cunningham Racing       | Johnny O’Connell Jeremy Dale Steve Millen                                | Nissan 300ZX       | 33  |
| 45                 | GTP    | 05 | Milner Racing           | Craig Carter Les Delano Andy Petery                                      | Fabcar GTP         | 23  |
| 46                 | GTO    | 52 | Ken Bupp                | Robert Peters Ken Bupp                                                   | Chevrolet Camaro   | 3   |
| Nicht gestartet    |        |    |                         |                                                                          |                    |     |
| 47                 | GTP    | 2  | Bud Light Jaguar Racing | Davy Jones Kenny Acheson Raul Boesel                                     | Jaguar XJR-12D     | 1   |
| 48                 | GTP    | 1  | Nissan Performance      | Geoff Brabham Chip Robinson Derek Daly Bob Earl                          | Nissan NPT-90      | 2   |
| 49                 | GTO    | 77 | Cunningham Racing       | Jeremy Dale Steve Millen Johnny O’Connell                                | Nissan 300ZX       | 3   |
| 50                 | GTU    | 70 | Auto Concepts           | Boris Said III Roger Schramm Mike Nolan                                  | Oldsmobile Cutlass | 4   |
| Nicht qualifiziert |        |    |                         |                                                                          |                    |     |
| 51                 | GTO    | 06 | HiTex Corp.             | Oma Kimbrough Mark Montgomery Hoyt Overbagh                              | Chevrolet Camaro   | 5   |
| 52                 | GTO    | 17 | Beckett Racing          | Don Beckett Scott Lieb Robert McElheny                                   | Chevrolet Corvette | 6   |

1 Unfall im Training
2 Trainingswagen
3 Trainingswagen
4 nicht trainiert
5 nicht qualifiziert
6 nicht qualifiziert

### Nur in der Meldeliste
Hier finden sich Teams, Fahrer und Fahrzeuge, die ursprünglich für das Rennen gemeldet waren, aber aus den unterschiedlichsten Gründen daran nicht teilnahmen.
| Pos. | Klasse | Nr. | Team         | Fahrer                                  | Chassis      |
| ---- | ------ | --- | ------------ | --------------------------------------- | ------------ |
| 53   | GTP    | 16  | Dyson Racing | Rob Dyson James Weaver John Paul junior | Porsche 962C |
| 54   | Lights | 32  | Spice        | David Tennyson                          | Spice        |

### Klassensieger
| Klasse | Fahrer         | Fahrer       | Fahrer       | Fahrzeug            | Platzierung im Gesamtklassement |
| ------ | -------------- | ------------ | ------------ | ------------------- | ------------------------------- |
| GTP    | Geoff Brabham  | Derek Daly   | Gary Brabham | Nissan GTP ZX-Turbo | Gesamtsieg                      |
| Lights | Charles Morgan | Jim Pace     |              | Kudzu DG-1          | Rang 7                          |
| GTO    | Max Jones      | Robby Gordon |              | Ford Mustang        | Rang 8                          |
| GTU    | Bob Leitzinger | David Loring |              | Nissan 240SX        | Rang 17                         |

### Renndaten
- Gemeldet: 54
- Gestartet: 46
- Gewertet: 25
- Rennklassen: 4
- Zuschauer: 80000
- Wetter am Renntag: kalt und regnerisch
- Streckenlänge: 5,955 km
- Fahrzeit des Siegerteams: 12:02:01,391 Stunden
- Gesamtrunden des Siegerteams: 298
- Gesamtdistanz des Siegerteams: 1774,463 km
- Siegerschnitt: 147,458 km/h
- Pole Position: Geoff Brabham – Nissan NPT-90 (#83) – 1:49,761 – 195,300 km/h
- Schnellste Rennrunde: Bob Wollek – Porsche 962C (#6) – 1:51,120 – 192,912 km/h
- Rennserie: 5. Lauf zur IMSA-GTP-Serie 1991